# Bel Ombre (miejscowość)
Bel Ombre – miejscowość na Seszelach; położone w północnej części wyspy Mahé. Stolica dystryktu Bel Ombre.